# Adolf Hartmann (Maler)
Adolf Hartmann (geboren 18. Januar 1900 in München; gestorben 26. Januar 1972 ebenda) war ein deutscher Maler.

## Leben
Adolf Hartmann war der älteste von vier Söhnen des Lehrers und Malers Friedrich Richard Hartmann und dessen Frau Gertraud Hartmann. Der jüngste der vier Brüder war der Komponist Karl Amadeus Hartmann.
Adolf Hartmann lernte zunächst Kirchenmaler in Donauwörth und besuchte anschließend die Städtische Gewerbeschule in München. Im Alter von 18 Jahren begann er am 29. Oktober 1918 sein Studium an der Akademie der Bildenden Künste München bei Angelo Jank und setzte dieses dann später an der Hochschule für Bildende Künste Berlin bei Gustav Boese fort. Von 1924 an war Hartmann als freischaffender Künstler tätig.
Seine Ausstellungstätigkeit begann bereits 1919, als er an einer Ausstellung im Glaspalast in München teilnahm, wo er seitdem auch regelmäßig ausstellte. Es folgten zahlreiche Ausstellungen in Berlin, Düsseldorf, Wien und Köln. Von 1934 bis 1946 nahm Hartmann nicht mehr an Ausstellungen teil, sondern beschäftigte sich mit Entwürfen für Textildesign. Zwischen 1941 und 1943 arbeitete er in wechselnden Atelierräumen in der Klosterstrasse 75.
Adolf Hartmann war von 1948 bis 1962 Professor an der Hochschule für Bildende Künste in Berlin. 1960 wurde Adolf Hartmann an die Münchener Akademie der Bildenden Künste berufen, wo er vom 1. Oktober 1962 bis 1970 als ordentlicher Professor für den Bereich Malerei (und Grafik) tätig war.
Hartmann war Mitglied zahlreicher Künstlervereinigungen, u. a. der Neuen Gruppe, deren Präsident er auch zeitweise war. Darüber hinaus war er von 1952 bis 1961 und erneut 1963 im Vorstand des Deutschen Künstlerbundes. Adolf Hartmann war Mitglied der Münchner Sezession und der Juryfreien sowie Ehrenmitglied der Rheinischen Sezession.
Adolf Hartmann war mit der Malerin Babs Englaender verheiratet. Er starb 1972 und wurde auf dem Westfriedhof (München) begraben.

## Ehrungen
- Förderpreis für Bildende Kunst der Landeshauptstadt München (1953)
- Jubiläumsmedaille der Stadt München (1959)
- Bayerischer Verdienstorden (verliehen am 13. Dezember 1959)
- Ordre des Arts et des Lettres
- Bundesverdienstkreuz am Bande (8. Oktober 1968)[5]
- Seerosenpreis der Stadt München (1970)
- Ehrenmitglied der Akademie der bildenden Künste München (1972)

## Einzelausstellungen (Auswahl)
- 1920 Adolf Hartmann, Galerie Heinrich Thannhauser, München
- 1932 Adolf Hartmann, Deutscher Künstlerverband „Die Juryfreien“ München e.V.
- 1964 Adolf Hartmann, Haus der Kunst, München
- 1967 Adolf Hartmann, Babs Englaender, Stadt Trier
- 1982 Adolf Hartmann, Haus der Kunst, München
- 1995 Adolf Hartmann, Galerie der Bayerischen Landesbank, München
- 1995 Adolf Hartmann, Germanisches Nationalmuseum, Nürnberg

## Werkdokumentation
- Kollektivausstellung Adolf Hartmann im November 1932, Deutscher Künstlerverband „Die Juryfreien“ München e.V., Kupfertiefdruck von Carl Lipp & CO., München 1932 (13 Schwarz-Weiß-Abbildungen).
- Adolf Hartmann. Mit Texten von Will Grohmann, Arnold Mardersteig, Alois Elsen und Pressebesprechungen von Fritz von Ostin, Georg Jakob Wolf, Konrad Weiß und Toni Trepte, Franzis-Druck, München 1964.
- Adolf Hartmann. Ausstellungskatalog mit Texten von Karl Hartmann, Elisabeth Tschira, Andrea M. Kluxen, Germanisches Nationalmuseum, Nürnberg 1995.